# Apiloscatopse subgracilis
Apiloscatopse subgracilis is een muggensoort uit de familie van de Scatopsidae. De wetenschappelijke naam van de soort is voor het eerst geldig gepubliceerd in 1995 door Haenni & Greve.